# 孔令貽
孔令貽（1872年11月29日—1919年11月8日），字穀孫，號燕庭。孔子七十六代嫡孫，山東曲阜人。

## 生平

### 清末時期
孔令貽生於同治十一年（1872年）十月二十九日申時:14，四歲時父親孔祥珂過世。光緒三年（1877年）襲衍聖公，就讀于家學。十四年（1888年）受光緒帝陛見，多所賞賜。在京期間與吏部右侍郎孫毓汶之女成婚。十五年（1889年），任翰林院侍講，正式主持衍聖公府務。十八年（1892年），署理四氏學堂學務。同年，孔令貽捐款集錢，於全曲阜縣16社各設初等小學堂1所，城內設高等小學堂1所。光緒二十五年（1899年），元配孫氏逝世，未曾生育，其妾豐氏也沒有生育。孔令貽後於光緒三十一年（1905年）再娶陶式鋆之女陶文譜，兩人育有一子以三歲之齡早夭:295。三十三年（1907年）春，奉旨稽查山東學務。次年四月三十日因丁母忧，离职守孝:109。

### 民國時期
辛亥革命爆发后，英国政府训令驻华公使朱尔典“就册立孔子之子孙孔侯爵（衍聖公）为皇帝事速与日本国公使密议”，日驻清公使伊集院彦吉将该案报告日本政府，日本民间也盛倡立孔令貽为新帝。中华民国元年（1912年）2月，上書恭賀袁世凱就任臨時大總統。受推舉為國會議員，堅辭不就。次年（1913年）袁世凱就任正式大總統，頒布《崇聖典例》，按舊制由孔氏嫡裔世襲衍聖公；准予衍聖公仍舊膺受前代榮典、祀典，並頒給一等嘉禾章、一等大綬寶光嘉禾章。民国四年（1915年），袁世凱圖謀復辟帝制，孔令貽積極參與籌安會活動。袁復辟後，加郡王銜。民国六年（1917年）7月，溥儀復辟，孔令貽發電致賀。
在中年無子的窘境下，孔令貽將陶氏的貼身丫環王寶翠收為側室。王氏之後生下兩個女兒：德齊、德懋:38-39。民国八年（1919年），入京為溥儀祝壽。王氏第三度懷孕，同年秋季因岳父陶式鋆病故再次赴京，背疽突發，11月8日（陰曆九月十六日）病逝於太僕寺街衍聖公府。五個月後，即1920年2月23日（正月初四），遺腹子孔德成誕生:41-42。之後，孔令貽在1921年1月7日才被正式入葬。:342

## 爭議
孔令貽較為保守，光緒二十四年（1898年），有美國传教士至曲阜傳教，要在曲阜城東南隅的古泮池設立教堂；孔氏族人聞訊相當震驚，孔令貽得知後也惱怒不已。一方面會同知縣孫國楨上書朝廷，表明曲阜是儒教發源地，不宜外人傳教；另一方面聯合曲阜的紳商名流，集資在古泮池北岸建築文昌祠，以抵制教堂的興建。最終教堂未能建成，聖賢獨尊的地位在形式上得以保存。但曲阜的民眾甚至孔府的佃農，都已開始接受外來的宗教。
光緒三十年（1904年），德國膠濟鐵路公司欲在曲阜修建鐵路，事先測路之時，在孔府祭田栽木插標，距孔林西牆僅五十丈。林廟百戶張東敏發現後，立即稟告孔府：“至聖廟祭田黃米租地被洋人栽木插旗，欲修鐵路，從東北斜著來到坊上村。此村周圍皆是祭田地畝。在村東頭黃米地中，斜著栽到村南，直頂泗河埃，忽而轉向西北，又從黃米地中斜著過去等情，到卑職，以祭田地畝關係重大，未便擅專，理合備文申詳，伏乞爵憲大人鑒核施行。”孔令貽便親赴省城拜會山東巡撫及津浦鐵路大臣，由他們向德國膠濟鐵路公司施壓，迫使德國膠濟鐵路公司不得不改變原定路線，使得鐵路線距聖林在十里之外，以不至「震動聖墓」。而孔令貽因保護聖墓有功，被賞穿貂褂。山東省立第二師範學校校長宋還吾曾言：“前津浦鐵路開修時，原議以曲阜城為車站，衍聖公府迷信風水，力加反對，遂改道離城十八里外之姚村，致使商賈、行旅均感不便。馴至曲阜縣城內社會，仍保持中古狀態，未能開化。”認為鐵路未修，交通不便致使曲阜處於半開化之境，不能吸收近代文明，而固守舊傳統冥頑不化。

## 家庭
- 父：孔祥珂（1848年—1876年），同治二年（1863年）承襲衍聖公。[10]:19
- 母：彭氏（1849年—1908年），江蘇長洲縣（今蘇州）人，為武英殿大學士彭蘊章孫女、河南修武縣知縣彭祖芬長女，外祖父為浙江嘉善人周爾墉。[11][1]:14[註 1][12]
  - 元配：孫氏（1869年—1899年），山東濟寧人，兵部尚書孫毓汶第五女；光緒十四年（1888年）成為孔令貽正室。[註 2][8]:38
  - 繼配：陶文譜（1879年—1930年）[11][註 3]，祖籍浙江會稽，北京大名府知府陶式鋆第五女；光緒三十一年（1905年）成為孔令貽繼室。[14][15]:342
  - 側室：豐氏（？—1926年），山東曲阜人，豐姓商戶的女兒；孔令貽在迎娶陶氏前所納妾室。[16][17]:223-224
  - 側室：王寶翠（1896年—1920年），順天遵化一位農民的女兒，在陶家做丫頭時被取名為「寶翠」，之後被陶文譜帶到孔府；民國三年（1914年）被納為側室，育有二女一子。[15]:342[3]:295
    - 長女：孔德齊（1913年—1939年），字伯平，1931年十七歲時結婚，育有二子一女。[18][19][8]:84-86[20]:151
    - 長女婿：馮大申，字大正，書法家馮恕第三子[21]；祖籍順天府大興縣，居北京。
      - 外孫：馮眾壽[20]:215
      - 外孫女：馮康曾（1935年—），由伯父馮大可、伯母曾寶芝（曾國藩曾孫女、曾紀鴻孫女）撫養。1959年於清華大學土木水利學院畢業，曾任北京市建筑设计研究院海南分院院長、總工程師。[22][23][24]

    - 次女：孔德懋（1917年—2021年），字仲淑、又名「孔乃予」[25][20]:151，1935年十八歲時結婚，育有二子二女；後於1947年離婚[26][8]:85-86。中华人民共和国成立後，曾受聘為第六至第八屆全國政協委員、联合国第四次世界妇女大会中國代表。[27]:506
    - 次女婿：柯昌汾，史學家柯劭忞第三子，山東膠州人，居北京，畢業於警官高等學校第十二期。[28][3]
      - 外孫：柯謇（1935年—），畢業於江蘇師範學院，上海市同济大学物理系副教授。[29][20]:215
      - 外孫女：柯蘭（1936年—），中国国民党革命委员会成員。就學於解放军第三炮兵学校、哈尔滨工业大学航空工業學校，任教於天津市南开区草廠庵小學、河西区謙德莊小學；曾於《天津文學》雜誌社任職，後就任河西區副區長至退休。與母親共著《孔府內宅軼事》與《千年孔府的最後一代》[30][31]。有一子劉勇。[20]:215, 230
      - 外孫女：柯譽，曾於青海省西宁市公路中學任教。[32]
      - 外孫：柯達（1948年—），於北京擔任中医师。[32][33]

    - 遺腹子：孔德成 （1920年—2008年），字玉汝、達生，中華民國九年農曆四月二十日（1920年6月6日）承襲衍聖公[34]，1935年7月8日宣誓就職為首任大成至聖先師奉祀官。
    - 媳婦：孫琪方（1919年—2011年），字林君，安徽寿县人、生於京兆地方（今北京），武英殿大學士孫家鼐曾孫女、孫傳楘孫女、孫多煃長女；1936年12月16日結婚，育有二子二女。[35][36][8]:94, 99
      - 長孫女：孔維鄂（1938年—），1959年與美国籍軍官包雅志結婚，有一子。
      - 長孫：孔維益（1939年—1989年），字魯僑，1971年與于曰潔結婚，育有一子一女。曾任教於育達商職、黎明工專，後受聘為國立臺灣藝專專任副教授，兼任中國文化大學夜間部教授，專職國文。
      - 次孫女：孔維崍（1941年—），1973年與山西詩人李莎（李仰弼）結婚，有一子一女。
      - 次孫：孔維寧（1947年—2010年），1974年與吳涯結婚，有二女。先於士林高中教授國文，後於黎明工專任教至退休。

## 身後
1966年11月文化大革命期間，谭厚兰以中央文化革命小組名義率領紅卫兵到曲阜，以「造孔家店的反」口號破壞孔林墳墓。孔祥珂夫婦墓、孔令貽和妻妾的合葬墓被掘開，眾人對其批判數日後將遺骸焚毀。

## 附註
1. ↑  「夫人彭氏，長州人，武英殿大學士蘊章孫女、河南修武縣知縣祖芬長女。道光二十九年五月十一日辰時生。子一，令貽」
2. ↑  「夫人孫氏，濟甯人，兵部尚書軍機大臣敏汶五女。同治八年五月十六日未時生，光緒二十五年二月二十三日戌時卒，年三十一」[10]:19
3. ↑  「繼配陶夫人，生於清光緒五年（公元1879年）夏曆十一月初五日未時，卒於民國十九年（公元1930年）夏曆三月二十二日未時，享年五十二歲。王姨太（寶翠），生於清光緒二十二年（公元1896年）夏曆八月十三日辰時，民國九年（公元1920年）正月初四生儲公孔德成，二十二日辰時，因產後血虛病故。享年二十五歲。後於民國十九年（公元1930年）夏曆九月二十三日起厝與孔令貽合葬。豐姨太卒於民國十五年（公元1926年）十月，生年不詳。大小姐生於民國二年（公元1913年）十一月十三日寅時。二小姐生於民國六年（公元1917年）九月十五日子時。儲公孔德成生於民國九年（公元1920年）夏曆正月初四日巳時（公曆二月二十三日）。」[13]:33

## 延伸阅读
[在维基数据编辑]
 《清史稿·卷483》，出自趙爾巽《清史稿》
 在维基共享资源阅览影像